# Мантурово
Ма́нтурово — город (с 1958) в России, в Костромской области.
Административный центр Мантуровского района, является городом областного значения. В границах района образован городской округ город Мантурово.
Население — 13 043 чел. (2021).
Город расположен на реке Унжа (приток Волги), в 261 км от Костромы. Действует железнодорожная станция на Транссибирской магистрали. Также имеется автостанция в здании ЖД вокзала.

## География
Город Мантурово расположен в центральной части Восточно-Европейской (Русской) равнины. Общий характер рельефа — холмистая равнина, с абсолютной отметкой 150 м. Город расположен на крупном притоке реки Волги — реке Унжа.
Климат области умеренно континентальный. Среднегодовая температура воздуха — 2,7°С; абсолютный максимум температуры воздуха: 38,9°С; абсолютный минимум температуры воздуха: −53,5°С; средняя температура воздуха в январе: −12,7°С; средняя температура воздуха в июле: 18,5°С. В среднем за год выпадает 593 мм осадков, максимум приходится на лето, минимум на зиму. Количество осадков преобладает над испарением. Снежный покров держится 150—155 дней. Средняя дата появления снежного покрова — конец октября, средняя дата разрушения снежного покрова — середина апреля, толщина его колеблется в пределах от 55 до 80 см. Время начала ледостава — начало ноября, время вскрытия — конец марта, начало апреля. Толщина льда к концу зимы достигает 60 см. Ледоход длится 3—6 дней. Весеннее половодье начинается в середине апреля, высота подъёма уровня вод достигает 2—9 м, разлив длится 8—20 дней. Летом преобладающее направление ветра северо-западное, средняя скорость ветра — 4,0 м/с. Экологическая обстановка в области в целом характеризуется как относительно благополучная.

## Палеонтология
В отложениях раннего триасового периода (нижнеоленёкский подъярус) Мантурово найден ископаемый образец темноспондильной амфибии Wetlugasaurus.

## Символика города

### О гербе
Описание:
- В лазоревом поле на сплавляемом по серебряным волнам золотом суковатом бревне восстающий грифон того же металла с червлёными глазами и языком, имеющий все четыре лапы наподобие львиных и с черными когтями; грифон правит при помощи золотого шеста, держа его передними лапами.
- Авторская группа: Г. Зорин, К. Мочёнов, К. Переходенко, Г. Русанова, О. Фефелова.
- Утверждён решением Думы города от 30 декабря 2007 года (№ 197).
- Грифон взят с герба династии Романовых: земли вдоль реки Унжи в XVI веке принадлежали брату жены Иоанна Грозного Анастасии Романовны, в XVII Мантурово передано в Дворцовое ведомство. Композиция герба символизирует исторически сложившуюся лесоперерабатывающую промышленность.

### О флаге
Описание:
- Флаг городского округа город Мантурово представляет собой прямоугольное голубое полотнище с отношением ширины к длине 2:3, воспроизводящее композицию герба города: несущее вдоль нижнего края белую волнистую полосу, ширина которой составляет 2/15 ширины полотнища, и вплотную к полосе — жёлтое с красными, чёрными и оранжевыми деталями изображение грифона, плывущего на бревне
- Авторская группа: идея флага: Константин Мочёнов (Химки). Геннадий Зорин (Мантурово), Кирилл Переходенко (Конаково), Оксана Фефелова (Балашиха), Галина Русанова (Москва).
- Утверждён решением Думы города от 30 января 2007 года (№ 198).
- В геральдике грифон — символ отважной бдительности, охраны и мудрости.
- Композиция флага указывает на исторически сложившуюся лесоперерабатывающую промышленность города, которая с конца XIX века и по настоящее время является ведущей отраслью хозяйства города, а уже в начале XX века помимо сплава леса по реке Унже стали работать 3 лесопильни и один фанерный завод.
- Волны символизируют реку Унжу, которая неразрывно связана с жизнью жителей города.[7]

## Топоним
Происхождение топонима «Мантурово» имеет 11 версий. Наиболее правдоподобными можно считать варианты с финно-угорскими корнями: «ман» и «тура» («небольшая возвышенность», «пригорок») и «manturotu» («сосны»), а также — от распространенного в Поволжье старинного слова «мантырь» («короткая толстая веревка на речном судне»). Город назван по станции Мантурово, та по одноимённой деревне, упоминающейся в 1617 году в «Дозорной книге города Унжи». Ойконим образован от антропонима: Мантур, Мантуров — ряд лиц XV—XVI вв. в Новгороде, Переславле, Кашине.

## История
Возник на месте рабочего посёлка при ж/д станции, и деревни Мантурово, жители которого занимались земледелием, торговлей и постройкой речных судов.
Ныне в границы города входит старинное село Градылёво (Градулёво), которое в 1619—1654 гг. было центром унженской вотчины государственных деятелей — бояр Романовых (Ивана Никитича и Никиты Ивановича). До 1778 года это административно-территориальный центр Верховской волости Унженской осады Галичского уезда. Основным занятием мантуровцев было земледелие.
В начале XIX века вблизи Мантурово выросли три дворянских усадьбы. В одной из них (в селе Градылёво) находился господский дом героя войны 1812 года генерал-лейтенанта Ивана Дмитриевича Иванова, дяди известного российского мецената Фёдора Васильевича Чижова.
В 1836 году в полуверсте от Мантурова построен каменный храм во имя Николая Чудотворца. К 1870-м годам в деревне Мантурово проживало 162 жителя (33 двора).
В конце XIX века сенсацией многих российских ярмарок, а несколько позднее и заграничных паноптикумов, стал показ на них «волосатых людей» Андриана Евтихеева и Фёдора Петрова, уроженцев деревень Коровино и Березники, расположенных вблизи Мантурово. Их имена упоминаются в словаре Брокгауза и Эфрона.
Выгодное географическое положение небольшой деревушки Мантурово давало большое преимущество для экономического развития во второй половине XIX — начале XX века.
В марте 1870 года Кологривское уездное земство приняло постановление об открытии на окраине деревни Мантурова ежегодных Никольских ярмарок и еженедельных базаров, что послужило первым толчком к росту населения близлежащих деревень и появление в Мантурове торговцев и купцов.
В 1872 году подполковник Ф. Е. Крепиш открыл паровое судоходство по реке Унже и обустроил пристань у села Николо-Мокровское в полуверсте от д. Мантурово. Возле своего имения Никитино, в заводи устроил верфь, на которой строились корпуса пароходов: «Кологривец» (1892), «Дед» (1902), «Зинаида», «Унжа», «Никитино», «Унжак», «Сила»; они отличались манёвренностью и способность плавать по мелководью вплоть до устья р. Вига, составив при этом конкуренцию волжскому пароходству «Самолёт». Кроме того, с 1897 года в Никитинских мастерских было налажено собственное производство судовых двигателей.
Самым мощным толчком для развития Мантурова и окрестных деревень стало открытие в ноябре 1906 года сообщений по железной дороге Вологда-Вятка, проведённой в непосредственной близости от деревни.
В 1912—1914 годах, когда по объёмам сплава леса река Унжа занимала второе место в европейской части России, вблизи станции Мантурово построено 4 лесопильных завода: бельгийской компании «Дандрэ и Корбо», князя Долгорукова, графа Красинского и купца Клеева. К 1917 году по объёмам промышленного производства Мантурово с окрестными деревнями и заводскими посёлками значительно превосходило уездный город Кологрив.
В октябре 1928 года постановлением ВЦИК «О районировании Костромской губернии» было упразднено уездное и волостное деление. Губерния была поделена на 19 районов, в число которых вошёл и Мантуровский, а 1 июня 1929 года райцентр Мантурово получил статус рабочего посёлка. Постановлением Президиума ВЦИК от 10 июня 1929 года Шарьинский округ бывшей Костромской губернии, включавший 6 районов, в том числе и Мантуровский, вошёл в состав Нижегородского края (позднее Горьковская область).
В начале 1930-х годов мантуровский фанерный завод, продукция которого пользовалась большим спросом за границей, особенно в Англии, стал флагманом отечественной фанерной промышленности. Стихийно формировавшееся около завода поселение в июне 1935 года получило официальный статус рабочего посёлка Юровский.
Более 10 тысяч мантуровцев сражались на фронтах Великой Отечественной войны, около 4,5 тысяч не вернулись с полей сражений. Среди уроженцев и жителей Мантуровской земли 8 человек были удостоены звания Героя Советского Союза, двое награждены орденами Ленина. Самым молодым Героем стал 18-летний Пётр Суворов, а самым известным — летчик генерал-майор Алексей Иванович Лебедев. Подполковник И. И. Смирнов, автор книги «Бухенвальдский набат», вошёл в историю Второй мировой войны как руководитель русско-чешского повстанческого отряда. Героическим был труд мантуровцев в тылу — рабочие фанерного завода трижды завоевывали переходящее Красное знамя Комитета Обороны, которое было оставлено на вечное хранение.
В послевоенные годы рост райцентра Мантурова, вошедшего с 1944 года в состав Костромской области, тесно связано с развитием лесной и деревообрабатывающей промышленности и выгодным географическим положением: пересечением трёх транспортных потоков: железнодорожного, автомобильного и водного. Мантуровские футболисты завоевали в 1953 году кубок, а в 1957 году звание чемпионов области.
11 апреля 1958 года Указом Президиума Верховного Совета РСФСР посёлки Мантурово и Юровский объединены в один населённый пункт — город Мантурово, который в 1963 году обрел статус города областного подчинения. Рост территории города происходил в двух направлениях: с одной стороны в него включались бывшие деревни Градулёво (1962 г.), Речково, Вешняково, Жарихино (1966 г.); с другой стороны — шёл небывалый для Мантурова рост объёмов капитального жилищного строительства.
В 1975 году гегемония лесоперерабатывающих предприятий города была нарушена пуском в эксплуатацию одного из крупнейших в Советском Союзе биохимического завода (позднее завод медпрепаратов «Ингакамф»). С деятельностью завода было связано и строительство в 1972—1989 гг. крупного микрорайона «Юбилейный» с населением более 6 тысяч человек. К этому времени город условно разделился на две части: историческая — бывшие деревни Мантурово, Бережки, с. Николо-Мокровское с сохранившимися деревянными купеческими домами начала XX века и жилой микрорайон, с преимущественно 5-этажными постройками. Несколько бывших купеческих домов конца XIX — начала XX века поставлены на учёт как памятники архитектуры областного значения.
24 сентября 2017 года город отметил 400-летие со дня упоминания Мантурова.
Распоряжением Правительства РФ от 29 июля 2014 года № 1398-р «Об утверждении перечня моногородов» город включён в категорию «Монопрофильные муниципальные образования Российской Федерации (моногорода), в которых имеются риски ухудшения социально-экономического положения».

## Население
| 1931    | 1939    | 1959    | 1967    | 1970    | 1979    | 1989    | 1992    | 1996    | 1998    | 2002    | 2003    |
| ------- | ------- | ------- | ------- | ------- | ------- | ------- | ------- | ------- | ------- | ------- | ------- |
| 3300    | ↗5900   | ↗16 345 | ↗19 000 | ↗21 510 | ↗22 574 | ↘22 452 | ↘22 400 | ↘21 900 | ↘21 400 | ↘19 457 | ↗19 500 |
| 2005    | 2006    | 2007    | 2008    | 2009    | 2010    | 2011    | 2012    | 2013    | 2014    | 2015    | 2016    |
| ↘18 900 | ↘18 600 | ↘18 300 | ↘17 816 | ↗18 002 | ↘17 479 | ↗17 500 | ↘17 127 | ↘16 699 | ↘16 400 | ↘16 077 | ↘15 804 |
| 2017    | 2018    | 2019    | 2020    | 2021    |         |         |         |         |         |         |         |
| ↘15 619 | ↘15 452 | ↘15 203 | ↘14 988 | ↘13 043 |         |         |         |         |         |         |         |

На 1 января 2025 года по численности населения город находился на 843-м месте из 1124 городов Российской Федерации.
Национальный состав
По итогам переписи населения 2020 года проживали следующие национальности (национальности менее 0,1 % и другое, см. в сноске к строке «Другие»):
| Национальность | Численность, чел. | Доля     |
| -------------- | ----------------- | -------- |
| Русские        | 12 643            | 96,93 %  |
| Украинцы       | 39                | 0,30 %   |
| Узбеки         | 16                | 0,12 %   |
| Азербайджанцы  | 15                | 0,12 %   |
| Другие         | 330               | 2,53 %   |
| Итого          | 13 043            | 100,00 % |

## Образование, культура, здравоохранение
В городе Мантурово имеются две школы искусств, детская художественная школа, детский парк «Сказка», центр Досуговой деятельности, центр народной культуры, городской молодёжный центр «Юность», детская спортивная школа, три библиотеки, центр реабилитации несовершеннолетних, центр социального обслуживания населения.
Сферу образования составляют политехнический техникум, 4 средних общеобразовательных школы, 1 лицей, специализированная школа-интернат, средняя общеобразовательная открытая(сменная) школа, 8 дошкольных образовательных учреждений.
Медицинские учреждения города представлены двумя поликлиниками и городской больницей. В 2016 году на капитальный ремонт здания инфекционного отделения Мантуровской окружной больницы из резервного фонда Президента России выделено 13 843 800 рублей.
Трижды в неделю выпускается районная газета «Авангард», раз в неделю выходит коммерческая газета «Гермес-инфо», с декабря 2008 года в Мантурове вещает коммерческая радиостанция «Европа плюс». Чуть позже открывается вещание «Ретро-ФМ».
В Мантурово с 1992 года функционирует муниципальный краеведческий музей, на выставках которого отражена история Приунжья, а в фондах хранится коллекции предметов народного быта, документов и редких фотографий. В окрестностях города находятся природные памятники: сосново-липовая роща на месте бывшей усадьбы Отрада (Натальи Дмитриевны Фонвизиной), кедровая роща на месте бывшей усадьбы Шевяки (Николая Ивановича Лебединского) и ряд других. Вблизи деревни Усолье расположены целебные минеральные соляные источники.

## Промышленность
В настоящее время на территории города существуют 11 крупных и средних промышленных предприятий.
Самым крупным и градообразующим предприятием является НАО «СВЕЗА Мантурово» (до 2015 года Мантуровский фанерный комбинат), занимающееся производством фанеры. Продукция данного предприятия экспортируется во многие страны мира. С 2007 года входит в группу предприятий фанерной промышленности фирмы «Свеза-лес».
Предприятия лесопромышленного комплекса — ООО «Чародейка», ООО «Древпром».
Предприятия химической и медицинской промышленности — ООО «Ингакамф», ООО «Апрессин», ООО «Медкомпресс+» (располагаются на территории бышего БХЗ).
Официально в городе существует также ООО «Трактороремонтный завод», но фактически он не занимается профильной деятельностью. В 2012 г. предприятие было реорганизовано из ОАО в ООО, но в настоящее время и данное юридическое лицо также находится в предбанкротном состоянии.
Предприятия пищевой промышленности — АО «Кологрив-М», ООО «Мантуровский мясокомбинат», ООО «Мантуровский сыродельный комбинат».
Привлечение инвестиций на сумму 4 млн долларов позволило открыть в Мантурово АО «Кологрив-М». Здесь выпускалась лечебно-столовая минеральная вода «Царская», отмеченная высокими наградами и дипломами всероссийских и областных выставок. В городе производилось ещё два вида высококачественной минеральной воды: «Мантуровская» (хлебокомбинат), и «Костромская Снегурочка» (ООО «Царская Вода»). По отзывам специалистов и потребителей вкусовые качества мантуровских минеральных вод не уступают кавказским источникам. В настоящее время все три линии по производству минеральной воды находятся в стадии реконструкции и модернизации.
Мантуровский сыродельный комбинат, основанный в 1963 году, выпускает натуральные сычужные сыры под торговой маркой «Боговарово. Костромские сыроварни».
Дальнейшее развитие получили предприятия малого и среднего бизнеса. Работают 22 пилорамы, сервисные центры по ремонту автомобилей.
Банковская сфера представлена Сбербанком, Совкомбанком, банком «Ассоциация», филиалом «Сельхозбанка».
Архитектурный облик города Мантурово обновляют вновь возведенные предпринимателями магазины, торговые и развлекательно-культурные центры.
В городе работают 160 малых предприятий и 742 индивидуальных предпринимателя. В городе функционируют 147 стационарных магазинов, 4 оптовых баз, 19 предприятий общественного питания.

## Известные мантуровцы
В Мантурове жил Герой Советского Союза Анатолий Котлов, именем которого в городе названа улица.

## Общественный транспорт

### Автобусное сообщение
В Мантурово действует система городского и пригородного общественного транспорта. Перевозчики ИП Шатунов И. И. и МУП «Автоперевозки» обслуживают маршруты автобусами среднего и большого класса.
Городские маршруты:
- № 4 улица Нагорная — Северный
- № 8 Автостанция — Хлябишино
- № 9 Автостанция — Рогово
- № 10 Автостанция — Медведица

Пригородные и междугородние маршруты:
- № 522 Кострома — Боговарово
- № 526 Кострома — Шарья
- № 528 Кострома — Поназырево

### Железнодорожное сообщение
Железнодорожная станция Мантурово принимает электрички и поезда. Станция 654 км — только электрички.
| № поезда | Маршрут движения               | № поезда | Маршрут движения               |
| -------- | ------------------------------ | -------- | ------------------------------ |
| 070Ч     | Москва — Чита                  | 069Ч     | Чита — Москва                  |
| 067Ы     | Абакан — Москва                | 068Ы     | Москва — Абакан                |
| 077Ы     | Абакан — Москва                | 078Ы     | Москва — Абакан                |
| 014Н     | Санкт-Петербург — Новокузнецк  | 013Н     | Новокузнецк — Санкт-Петербург  |
| 074Е     | Санкт-Петербург — Тюмень       | 073Е     | Тюмень — Санкт-Петербург       |
| 224Г     | Санкт-Петербург — Киров        | 223Г     | Киров — Санкт-Петербург        |
| 072Е     | Санкт-Петербург — Екатеринбург | 071Е     | Екатеринбург — Санкт-Петербург |
| 150А     | Санкт-Петербург — Челябинск    | 149У     | Челябинск — Санкт-Петербург    |
| 192Е     | Санкт-Петербург — Екатеринбург | 191Е     | Екатеринбург — Санкт-Петербург |
| 002Е     | Москва — Владивосток           | 001Э     | Владивосток — Москва           |

| № поезда  | Маршрут движения      | № поезда  | Маршрут движения      |
| --------- | --------------------- | --------- | --------------------- |
| 6341      | Шарья — Николо-Полома | 6342      | Николо-Полома — Шарья |
| 6349/6317 | Шарья — Буй           | 6318/6350 | Буй — Шарья           |

## СМИ

### Телевидение
Костромской филиал ФГУП «РТРС» обеспечивает на территории города приём первого и второго мультиплексов цифрового эфирного телевидения России.

### Пресса
Общественно-политическая газета «Авангард»